# Sam Dakin
Samuel „Sam“ Dakin (* 4. September 1996 in Auckland) ist ein neuseeländischer Radsportler, der sich auf die Kurzzeitdisziplinen auf der Bahn spezialisiert hat.

## Sportlicher Werdegang
Von Kindheit an war Sam Dakin in mehreren Sportarten aktiv. Seine Liebe zum Radsport entdeckte er auf Mountainbiketrails.
2018 wurde Dakin dreifacher neuseeländischer Meister auf der Bahn, in Sprint, Keirin und 1000-Meter-Zeitfahren, nachdem er 2014 und 2017 schon auf dem Podium gestanden hatte. Bei den Ozeanienmeisterschaften 2019 errang er Bronze im Keirin und 2020 mit Bradly Knipe und Jordan Kerby im Teamsprint.
2021 wurde Sam Dakin für die Olympischen Spiele in Tokio nominiert, wo er mit Ethan Mitchell, Callum Saunders und Sam Webster im Teamsprint Platz sieben belegte. 2021 wurde er nationaler Meister im Keirin, 2022 in Sprint und Keirin. Bei den Ozeanienmeisterschaften 2022 holte er mit Patrick Clancy und Bradly Knipe Silber im Teamsprint. Beim Lauf des UCI Track Cycling Nations’ Cup 2022 in Cali, Kolumbien, wurde er Dritter im Keirin. 2024 bestritt er seine zweiten Olympischen Spiele, wobei er im Sprint den 17. Platz belegte und im Keirin den 8. Rang. 2025 errang er bei den Ozeanien-Meisterschaften erstmals einen Titel.

## Diverses
Sam Dakin hat einen Bachelor in Business-Analysen sowie 2020 ein Postgraduierten-Diplom in Innovation und
Unternehmertum online an der Harvard University abgeschlossen. Seitdem er selbst zahlreiche Verletzungen und psychische Probleme durchgestanden hat, engagiert er sich in diesem Bereich, indem er etwa gemeinsam mit dem Radsportler Callum Saunders eine Website betreibt, über die Sportlerinnen und Sportler mit Problemen Hilfe anfragen können.

## Erfolge
2018
- Neuseeländischer Meister – Sprint, Keirin, 1000-Meter-Zeitfahren

2019
- Ozeanienmeisterschaft – Keirin

2020
- Ozeanienmeisterschaft – Teamsprint (mit Jordan Castle und Bradly Knipe)

2021
- Neuseeländischer Meister – Keirin

2022
- Neuseeländischer Meister – Sprint, Keirin
- Ozeanienmeisterschaft – Teamsprint (mit Bradly Knipe und Patrick Clancy)
- Commonwealth Games – Teamsprint (mit Bradly Knipe und Sam Webster)

2024
- Ozeanienmeisterschaften – Keirin
- Neuseeländischer Meister – Sprint, Keirin

2025
- Ozeanienmeister – Keirin